# Songieu

Songieu este o comună în departamentul Ain din estul Franței.